# Veľké Kršteňany
Veľké Kršteňany es un municipio situado en el distrito de Partizánske, en la región de Trenčín, Eslovaquia. Tiene una población estimada, en abril de 2024, de 587 habitantes.
Está ubicado al sur de la región, cerca del río Nitra (cuenca hidrográfica del Danubio) y de la frontera con la región de Nitra.

## Demografía
| Año        | 1994 | 2004    | 2014    | 2024    |
| ---------- | ---- | ------- | ------- | ------- |
| Población  | 595  | 621     | 607     | 574     |
| Diferencia |      | +4,36 % | −2,25 % | −5,43 % |

| Año        | 2023 | 2024    |
| ---------- | ---- | ------- |
| Población  | 592  | 574     |
| Diferencia |      | −3,04 % |